# 菅聡美
菅 聡美（すが さとみ、1991年7月19日 - ）は、日本の女性ファッションモデル、タレント。
東京都出身。

## 略歴
ローティーン向けファッション雑誌「ニコラ」の第7回ニコラモデルオーディションで、グランプリを獲得し、同年10月から専属モデル（ニコモ）として活動。同オーディションへの応募理由は、「新垣結衣みたいになりたかったから」。2008年5月号現在での表紙起用回数は5回。2008年5月号で同誌を卒業した。
アイドルグループ・Power Ageの一員として解散時まで活動していた。
以前所属していたスターダストプロモーションから、公式プロフィール、及び公式ブログは削除されており、他事務所への移籍、休業、または引退したものかと思われるが、本人ならびに事務所からの公式発表はない。
その後、携帯ショップの店長として勤めていた。

## 人物
- ニコモ仲間の遠藤瞳と「サト・ヒト」という愛称でしたしまれていた。
- 母親は美容師で、母親以外の美容師に髪を切ってもらった回数は1回。
- 中学校では、バレー部に所属。副部長でセッター。短距離走も非常に速い。高校では、ダンス部に所属。

## 出演

### PV
- 高田梢枝「メダカが見た虹」（2007年）

### 雑誌
- ニコラ（2003年10月 - 2008年5月、新潮社）専属モデル

### ラジオ
- ASIAN美少女File（USEN）